# Sarah Geronimo
Sarah Geronimo (Manila, 25 de julho de 1988) é uma cantora e atriz filipina.

## Discografia
| - Popstar: A Dream Come True (2003) - Sweet Sixteen (2004) - Becoming (2006) - Taking Flight (2007) - Just Me (2008) - Your Christmas Girl (2009) - Music And Me (2009) - One Heart (2011) - Pure OPM Classics (2012) - Expressions (2013) | Outros álbuns - The Other Side: Live Album (2005) - OPM (2008) |

## Filmografia

### Filme
| Ano  | Filme                         | Papel                         |
| ---- | ----------------------------- | ----------------------------- |
| 1995 | Sarah... Ang Munting Prinsesa | colega de Sarah (fundo único) |
| 2003 | Filipinas                     | Kathleen (apresentado)        |
| 2003 | Captain Barbell               | Mara                          |
| 2004 | Masikip sa Dibdib             | Camafeu                       |
| 2004 | Annie B.                      | Patty                         |
| 2004 | Lastikman: Unang Banat        | Lara Manuel                   |
| 2008 | A Very Special Love           | Laida Magtalas                |
| 2009 | You Changed My Life           | Laida Magtalas                |
| 2010 | Hating Kapatid                | Cecilia                       |
| 2011 | Catch Me, I'm in Love         | Roan Sanchez                  |
| 2011 | Won't Last a Day Without You  | George Apostol/DJ Heidee      |
| 2013 | It Takes a Man and a Woman    | Laida Magtalas                |
| 2014 | Maybe This Time               | Stephanie Asuncion            |
| 2015 | The Breakup Playlist          | Trixie David                  |

### Televisão
| Ano           | Título                           | Papel                                  | Emissora    |
| ------------- | -------------------------------- | -------------------------------------- | ----------- |
| 1992—1994     | Pen Pen de Sarapen               | Ela mesma                              | ABS-CBN     |
| 1995—1996     | Ang TV                           | Ela mesma                              | ABS-CBN     |
| 2002—2003     | Star for a Night                 | Ela mesma                              | IBC         |
| 2003          | SOP                              | Ela mesma                              | GMA Network |
| 2004—presente | ASAP                             | Ela mesma                              | ABS-CBN     |
| 2004          | Sarah The Teen Princess          | Sarah Alagao                           | ABS-CBN     |
| 2005          | SCQ Reload: Kilig Ako            | Sarah                                  | ABS-CBN     |
| 2006          | Bituing Walang Ningning          | Dorina Pineda                          | ABS-CBN     |
| 2006          | Your Song                        | Mitch (Forever's Not Enough)           | ABS-CBN     |
| 2006          | Maalaala Mo Kaya                 | Rose (Kwintas)                         | ABS-CBN     |
| 2006          | Your Song                        | Marge Hernandez (Pers Lab)             | ABS-CBN     |
| 2007          | Your Song                        | Sophia "Pia" Rodriguez (Carry My Love) | ABS-CBN     |
| 2007          | Pangarap na Bituin               | Emerald Gomez                          | ABS-CBN     |
| 2007          | Love Spell                       | Donya Rosing (Sweet Sixty)             | ABS-CBN     |
| 2008          | Maalaala Mo Kaya                 | Rose Marie Calderon (Doll House)       | ABS-CBN     |
| 2009          | Your Song                        | Lisa (I Still Believe in Loving You)   | ABS-CBN     |
| 2010          | Hair Is Your Moment (Minissérie) | Jenny Raymundo                         | ABS-CBN     |
| 2010          | 1DOL                             | Belinda "Billie/Jean" Suarez           | ABS-CBN     |
| 2012          | Sarah G. Live!                   | Apresentador                           | ABS-CBN     |
| 2012          | Popstar Diaries                  | Ela mesma                              | Viva TV     |
| 2013-presente | The Voice of the Philippines     | Ela mesma (treinador)                  | ABS-CBN     |
| 2014-presente | The Voice Kids Philippines       | Ela mesma (treinador)                  | ABS-CBN     |